# American Management Association
Pour les articles homonymes, voir AMA.
L'American Management Association (Association Américaine de Management, AMA) est une organisation professionnelle américaine à but non lucratif pour la promotion du management.
Présente dans le monde entier, son siège est basé à New York. Elle propose à ses membres une large gamme de programmes de formation, de séminaires, de conférences, d'études et de publications qui abordent des sujets aussi variés que la gestion industrielle ou commerciale, la gestion des ressources humaines, la communication, la finance ou le management international.

## Histoire
Les origines de l'AMA remontent au début du siècle dernier, lorsque la formation des travailleurs de l'industrie est devenue une préoccupation pour les grandes entreprises américaines. En 1913, 35 des plus importantes écoles professionnelles, menées par la New York Edison company, se sont ainsi associées pour créer la National Association of Corporation Schools (NACS). Sous l'influence des méthodes de Taylor, il s'agissait de promouvoir la formation professionnelle en tant que facteur de compétitivité de l'activité industrielle. Après la Première Guerre mondiale, la NACS se rapproche d'une autre association, récemment créée, la National Association of Employment Managers. Elles fusionnent en 1922 pour former la National Personnel Association. 
Peu après, en 1923, l'association change de nouveau de nom pour adopter celui de American Management Association qu'elle n'a pas quitté depuis. 
Au sortir de la guerre, le terrain était propice à la diffusion des idéaux socialistes et au regain du syndicalisme. L'AMA s'est alors notamment donnée pour mission d'aider les managers à gérer les relations sociales de façon à y faire face. Toutefois, avec la grande crise de 1929, l'AMA adopte des positions plus progressistes afin de limiter les interventions directes du politique dans la gestion des entreprises. Mais c'est avec la seconde guerre mondiale qu'elle commence à prôner une plus grande égalité de traitement au travail. Elle publie ainsi en 1942 une étude qui préconise une meilleure intégration des travailleurs noirs dans le monde du travail. En 1943, elle publie une étude similaire sur le travail des femmes. Pendant ces années de guerre, l'AMA, qui rassemble un grand nombre des dirigeants du monde des affaires, est très proche du pouvoir politique. Le vice-président de l'AMA, Lawrence A. Appley, est lui-même à la tête de la War Manpower Commission.
Après la guerre, l'influence de l'AMA demeure importante et elle publie successivement des recommandations sur la qualité des rapports financiers en 1946 et sur la coopération avec les syndicats en 1948. C'est alors que Appley devient président et fera de l'AMA non seulement un forum de débats et un réseau d'influence mais aussi l'un des leaders de la formation de dirigeants d'entreprises. 
Tout au long des années 1950, l'AMA continue de faire le lien entre le monde de la grande entreprise et le gouvernement. C'est en 1961 qu'elle commence son expansion internationale avec l'ouverture d'un centre européen à Bruxelles. Elle en ouvre ensuite un à Mexico en 1966, au Canada en 1974, au Japon en 1993, à Shanghai en 1995, en Amérique latine en 1996. Pendant cette période, plusieurs centres ont également vu le jour aux États-Unis, à Atlanta, Chicago, San Francisco et Washington, D.C..
À partir des années 1960, elle accroit également son activité éditoriale et crée une maison d'édition, Amacon, en 1963. En 1972, elle fonde un journal, Organizational Dynamics et en lance un second en 2000, MWorld.
À ce jour, l'AMA compte 25 000 personnes et 3 000 organisations dans 90 pays parmi ses membres.